# Zarządcy powiatu raciborskiego
Zarządcy powiatu raciborskiego – zarządcy powiatu raciborskiego od momentu jego powstania w 1743 roku. W okresie pruskim, a później niemieckim (do 1945 roku), na czele powiatu stali landraci. Po przejęciu władzy przez polską administrację w latach 1945–1950 powiatem kierowali starostowie. W latach 1950–1975 na czele powiatu stali przewodniczący Prezydium Powiatowej Rady Narodowej, a następnie naczelnik powiatu. W latach 1975–1998 nie było powiatu raciborskiego, choć w latach 1990–1998 funkcjonował Urząd Rejonowy na czele z kierownikiem. Od 1999 roku na czele powiatu raciborskiego ponownie stoją starostowie. Obecnie jest nim Grzegorz Swoboda, pełniący tę funkcję od 2018 roku.

## Historia
Powiat raciborski powstał 19 lutego 1743 roku na bazie dawnego księstwa, a także okręgu zamkowego. Na czele powiatu stał wówczas landrat. Pierwszym udokumentowanym landratem był Karl Josef von Schimonsky, który sprawował swój urząd w latach 1743–1759. Stanowisko to funkcjonowało przez cały okres sprawowania rządów przez pruską, a później niemiecką administrację, łącznie z krótkim epizodem od 15 marca 1760 do 11 maja 1762 roku, kiedy to w czasie wojny siedmioletniej powiat był zarządzany przez austriacką administrację. W 1945 roku dowództwo sowieckie po zajęciu Raciborza (30–31 marca 1945 roku) utworzyło w nim Komendanturę Wojenną, która de facto sprawowała władzę administracyjną na terenie powiatu. Na jej czele stał wojenny komendant miasta Racibórz, którym był podpułkownik Niedoriezow. Po przejęciu władzy przez administrację polską ustanowiono urząd starosty, który funkcjonował do 1950 roku. W 1950 roku powiatem zaczęło kierować Prezydium Powiatowej Rady Narodowej, na czele z przewodniczącym. W 1973 roku zlikwidowano prezydia, a na czele powiatu stanął naczelnik. 1 lipca 1975 roku zlikwidowano powiaty. W 1990 roku, mimo iż formalnie powiaty nie istniały, utworzono Urzędy Rejonowe, na czele których stali kierownicy. 1 stycznia 1999 roku przywrócono powiaty, a na ich zarządców ponownie zaczęto powoływać starostów.

## Zarządcy powiatu
Chronologiczny wykaz zarządców powiatu raciborskiego:

### Landraci (1743–1945)
- Karl Josef von Schimonsky (1743–1759)
- Karl Erdmann von Lichnovsky (1759–1760)
- Joseph Matthäus von Lippa (1760–1762)
- Karl Erdmann von Lichnovsky (1762–1763)
- Johann Heinrich von Wrochem (1765–1798)
- Gustav Gottlob von Wrochem (1798–1816)
- Gottlob Adam Johann von Wrochem (1816–1840)
- Heinrich Alexander Robert von Wrochem (1840–1841)
- Louis von Reichenbach (1841–1842)
- Karl Adalbert Wichura (1842–1851)
- Oskar von Elsner (1851–1855)
- Eugen Friedrich Wilhelm von Selchow (1855–1869)
- Max von Pohl (1870–1900)
- August Wellenkamp (1900–1914)
- Hugo Swart (1914–1917)
- August Wellenkamp (1917–1922)
- Arthur Finger (1922–1925)
- Alfons Schmidt (1926–1933)
- Walther Duczek (1933–1937)
- Ferdinand Hütteroth (1937–1945)

### Starostowie (1945–1950)
- Leon Koperczak (1945)
- Edward Grzeganek (1945–1947)
- Stanisław Marchewka (1947–1950)

### Przewodniczący Prezydium Powiatowej Rady Narodowej (1950–1973)
- Stanisław Marchewka (1950–1951)
- Feliks Świerczak (1951)
- August Bytomski (1951–1954)
- Paweł Wilk (1954–1965)
- Wojciech Galdia (1965–1969)
- Władysław Majcher (1969–1973)

### Naczelnicy powiatu (1973–1975)
- Czesław Wala (1973–1975)

### Kierownicy Urzędu Rejonowego (1990–1998)
- Tadeusz Czajkowski (1990–1994)
- Jan Osuchowski (1995–1998)
- Krzysztof Bugla (1998)

### Starostowie (od 1999)
- Krzysztof Bugla (1999)
- Marek Bugdol (1999–2002)
- Henryk Siedlaczek (2002–2005)
- Jerzy Wziontek (2005–2006)
- Adam Hajduk (2006–2014)
- Ryszard Winiarski (2014–2018)
- Grzegorz Swoboda (od 2018)